# 266081 Villyket
266081 Villyket è un asteroide della fascia principale. Scoperto nel 2006, presenta un'orbita caratterizzata da un semiasse maggiore pari a 2,1942018 UA e da un'eccentricità di 0,0699702, inclinata di 3,39763° rispetto all'eclittica.
L'asteroide è dedicato a Violet R. Ket, moglie dello scopritore.